# نوکیا ۶۷۰۰

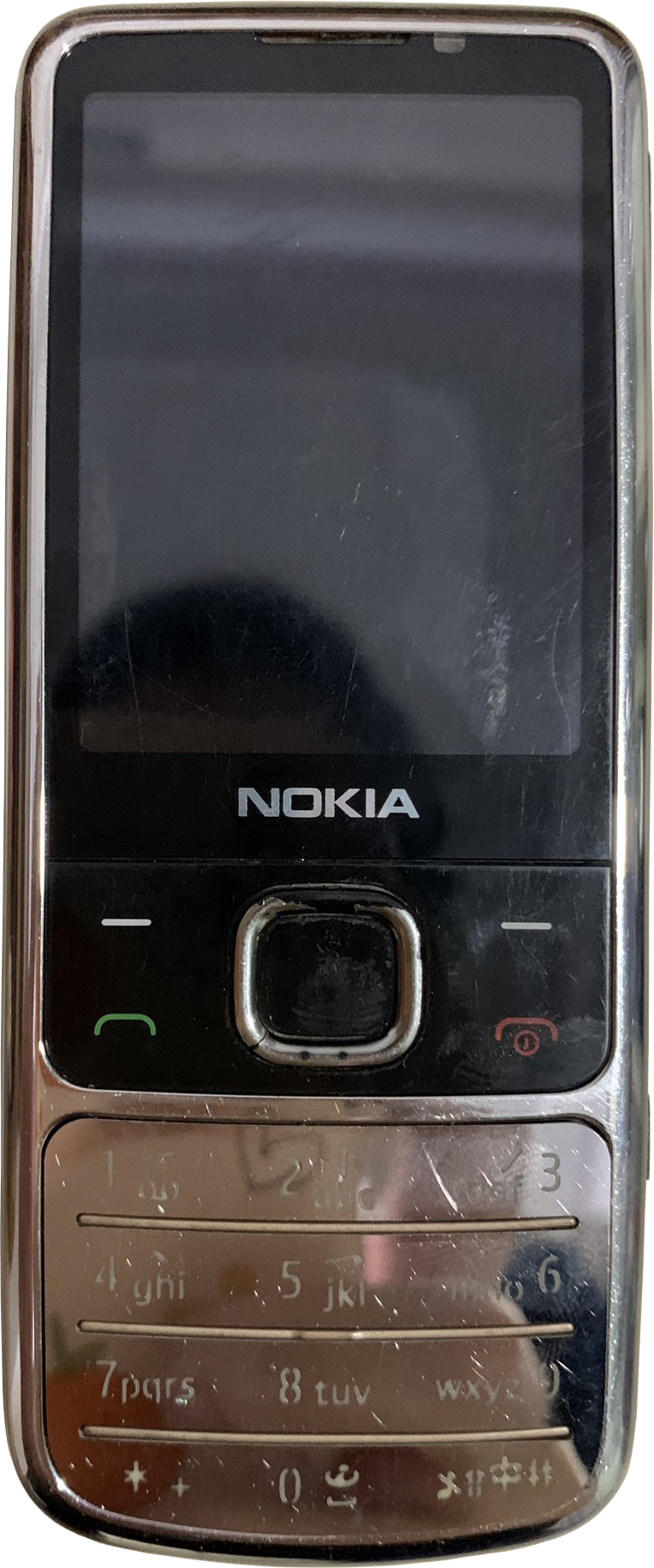
نوکیا ۶۷۰۰ کلاسیک

نوکیا ۶۷۰۰ یک‌نمونه از گوشی‌های تلفن همراه سری ۶۰۰۰ شرکت نوکیا می‌باشد که توسط همین شرکت به بازار عرضه شده‌است.